# 鷹月さくら
鷹月 さくら（たかつき さくら）は、日本の女性声優。主にアダルトゲームで活動している。

## 出演
太字はメインキャラクター。

### アダルトゲーム

#### 2000年
- 真・瑠璃色の雪〜ふりむけば隣に〜（瑠璃）

#### 2002年
- 忘レナ草 〜Forget-me-Not〜（真柴 沙耶[1]）
- 超昂天使エスカレイヤー（高円寺 沙由香 / エスカレイヤー）

#### 2003年
- 雪桜（如月 玲[2]）
- ショコラ 〜maid cafe "curio"〜（結城 すず）
- 天使のいない12月（榊 しのぶ）
- 120円の夏（なつみ）※PC版
- 120円の冬（小雪）※PC版
- 汚された夏 〜10本の手で嬲られた少女〜（仲根 美帆[3]）
- 巫女さんだーいすき!（新宮 灯莉[4]）
- 屍姫と羊と嗤う月 cry for the moon（小西 朋絵[5]）
- 姫辱 プリンセスダブル狩り（イリアステラ・バルトラージュ）
- PIZZICATO POLKA 〜彗星幻夜〜（琴梨）

#### 2004年
- ラムネ（佐倉 裕美）
- 雫 リニューアル版（新城 沙織）
- 何処へ行くの、あの日（国見 絵麻[6]）
- はるのあしおと（桜乃 悠）
- 碧ヶ淵 夜伽の村のお嫁様（御園・アンリエッタ・ローゼンバーグ[7]）
- 桜待坂Stories vol.1 STORY.01「フレンズ to Sweets」（永瀬 由紀乃）
- 黒愛 〜一夜妻館・淫口乱乳録〜（城ノ内 美奈子[8]）

#### 2006年
- さくらのさくころ（桜乃 悠）
- PRINCESS WALTZ（リリアーナ・ルン・ルン・ギュンスター[9]）

#### 2008年
- FORTUNE ARTERIAL（悠木 陽菜[10]）
- るいは智を呼ぶ（鳴滝 こより[11]）

#### 2011年
- ユユカナ -under the Starlight-（楠 響[12]）
- Chu×Chu! on the move〜絢爛時空の歌姫祭〜（牛山 サキ[13]）
- そらいろメモワール（一枝 苺[14]）

#### 2014年
- 超昂天使エスカレイヤーR（高円寺 沙由香 / エスカレイヤー[15]）

### ソーシャルゲーム
- 超昂大戦 エスカレーションヒロインズ（2020年、エスカレイヤー / 高円寺 沙由香[16]、高円寺 さやか[17]、エスカレイヤー・リバース / 十文字 ユカ[18]）

### 一般向ゲーム
- 何処へ行くの、あの日 光る明日へ…（2005年、国見絵麻）

### 一般向けOVA
- はるのあしおと The Movie 桜鈴奪還（2006年、桜乃 悠）

### アダルトアニメ
- 超昂天使エスカレイヤー（2002年、高円寺 沙由香 / エスカレイヤー）
- 黒姫 -桎梏の館-（2002年、摩耶）
- 姫辱 プリンセスダブル狩り（2004年、イリアステラ・バルトラージュ）
- 顔のない月 第5話、総集編（2004年、倉木 鈴菜）※ノンクレジット
- 黒愛 〜一夜妻館・淫口乱乳録〜（2005年、城ノ内 美奈子）

### ドラマCD
- 桜待坂Stories サウンドステージ1 〜Side-F 真夏の夜の花火〜（2004年、永瀬 由紀乃[19]）
- FORTUNE ARTERIAL 〜through the season〜（2008年、悠木 陽菜）

### ラジオCD
- DJCD オーガスト放送局 修智館学院出張生徒会 Vol.2、4、6（2010年 - 2011年）

## ディスコグラフィ

### キャラクターソング
| 発売日        | 商品名                                                       | 歌                                                                                           | 楽曲                                               | 備考                                                                        |
| ------------- | ------------------------------------------------------------ | -------------------------------------------------------------------------------------------- | -------------------------------------------------- | --------------------------------------------------------------------------- |
| 2001年2月21日 | TECH GIAN 2001年4月号付録CD-ROM「I've Sound MP3 Collection」 | 片桐明日香（鷹月さくら）                                                                     | 「今、この瞬間が…」                                | PCゲーム『Xchange2』エンディングテーマ                                      |
| 2004年8月13日 | Solstice - an original sound track of "Feel coming spring"   | 桜乃悠（鷹月さくら）                                                                         | 「笑顔の約束」                                     | PCゲーム『はるのあしおと』桜乃悠エンディングテーマ                          |
| 2004年8月13日 | 桜待坂Stories サウンドステージ1 〜Side-F 真夏の夜の花火〜    | 永瀬由紀乃（鷹月さくら）                                                                     | 「Flowers」                                        | ドラマCD『桜待坂Stories サウンドステージ1 〜Side-F 真夏の夜の花火〜』関連曲 |
| 2005年2月25日 | はるのあしおと おりじなるそんぐあるばむ はるのうた           | 桜乃悠（鷹月さくら）                                                                         | 「笑顔の約束 -rearrange ver.-」 「妹エプロン体操」 | ゲーム『はるのあしおと』関連曲                                              |
| 2005年2月25日 | はるのあしおと おりじなるそんぐあるばむ はるのうた           | 桜乃悠（鷹月さくら）、楓ゆづき（まきいづみ）、藤倉和（桜井美鈴）、篠宮智夏（白石杏）         | 「SPRINKLE」                                       | ゲーム『はるのあしおと』関連曲                                              |
| 2009年8月14日 | FORTUNE ARTERIAL feeling assort                              | 悠木陽菜（鷹月さくら）                                                                       | 「廻り時計」                                       | PCゲーム『FORTUNE ARTERIAL』関連曲                                          |
| 2009年8月14日 | FORTUNE ARTERIAL feeling assort                              | 悠木かなで（雛見風香）、悠木陽菜（鷹月さくら）                                               | 「HONEY!」                                         | PCゲーム『FORTUNE ARTERIAL』関連曲                                          |
| 2010年8月13日 | FORTUNE ARTERIAL キャラクターソングアルバム2 プロジェクトB   | 悠木陽菜（鷹月さくら）                                                                       | 「ハッピースリーミニッツ」                         | PCゲーム『FORTUNE ARTERIAL』関連曲                                          |
| 2010年8月13日 | FORTUNE ARTERIAL キャラクターソングアルバム2 プロジェクトB   | 悠木かなで（雛見風香）、悠木陽菜（鷹月さくら）                                               | 「悠木りんりん♪ふぉーりんらぶ」                    | PCゲーム『FORTUNE ARTERIAL』関連曲                                          |
| 2010年8月13日 | FORTUNE ARTERIAL キャラクターソングアルバム2 プロジェクトB   | FAヒロインズ（観村咲子、姫川あいり、楠鈴音、雛見風香、鷹月さくら）と小さなお母様（美芹桜花） | 「乙女◎ふぉーちゅん」                              | PCゲーム『FORTUNE ARTERIAL』関連曲                                          |
| 2021年2月21日 | I've 20th Anniversary E-VOX                                  | 片桐明日香（鷹月さくら）                                                                     | 「今、この瞬間が…」                                | PCゲーム『Xchange2』エンディングテーマ                                      |
| 2022年3月2日  | I've 20th Anniversary E-VOX -addition Download DATA-         | 片桐明日香（鷹月さくら）                                                                     | 「そよ風の行方」                                   | PCゲーム『Xchange2』オープニングテーマ                                      |